# Пиратская партия Ирландии
Пиратская партия Ирландии (англ. Pirate Party Ireland, ирл. Páirtí Foghlaithe na hÉireann) — ирландская политическая группа, созданная по образцу Пиратской партии Швеции. Она была создана в мае 2009 года после обсуждения на интернациональном пиратском сайте. Привлекать внимание она начала после официальной регистрации Пиратской партии Великобритании.
Количество членов партии достигло 300 к 30 маю 2010 года; это достаточное количество членов для государственной регистрации. Однако 13 марта 2011 года сайт ушёл офлайн с заявлением, что партия распущена, в связи с чем с конца марта не будет ответов на письма.